# Крило змінної стрілоподібності

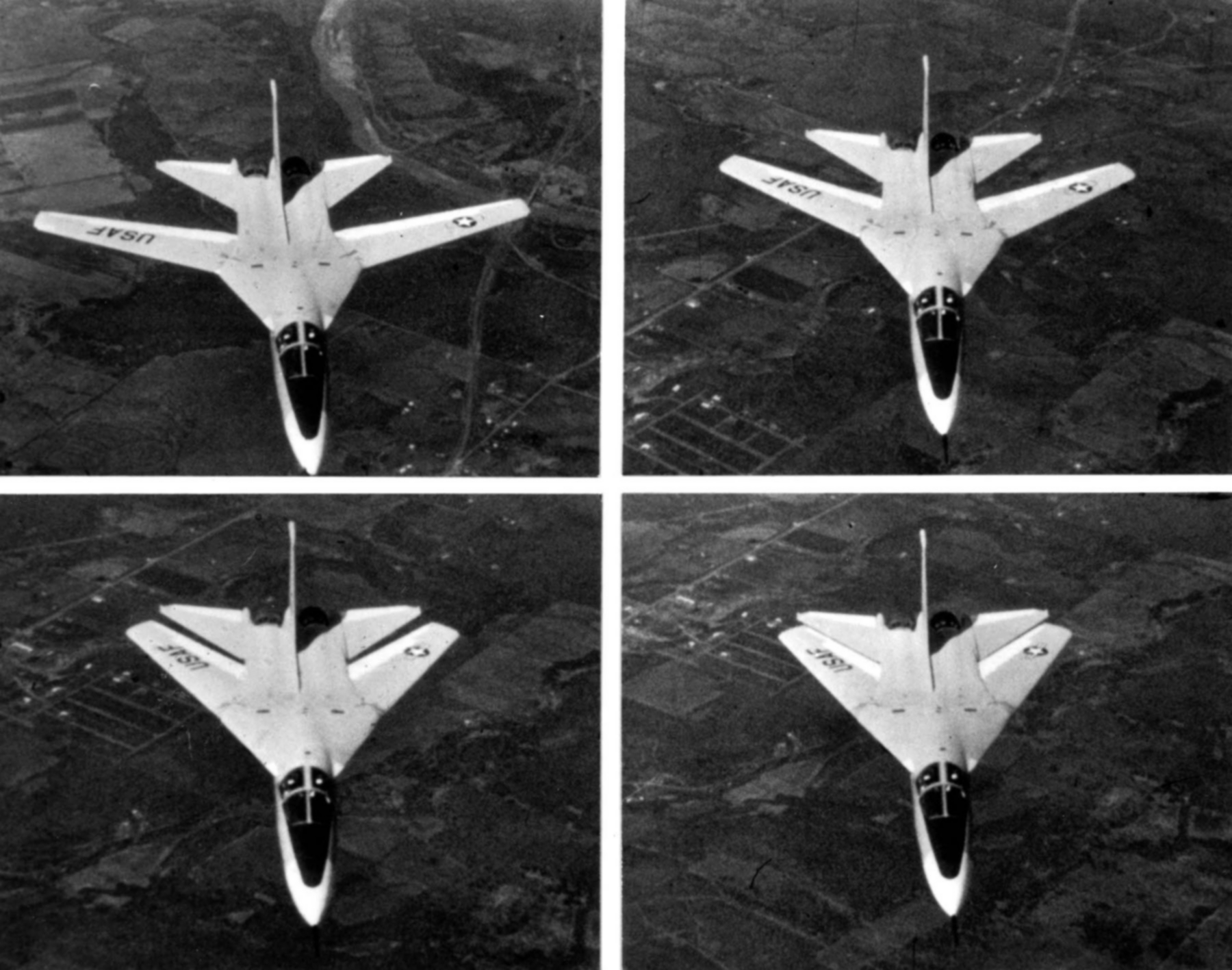
Можливі положення крила змінюваної стрілоподібності General Dynamics F-111

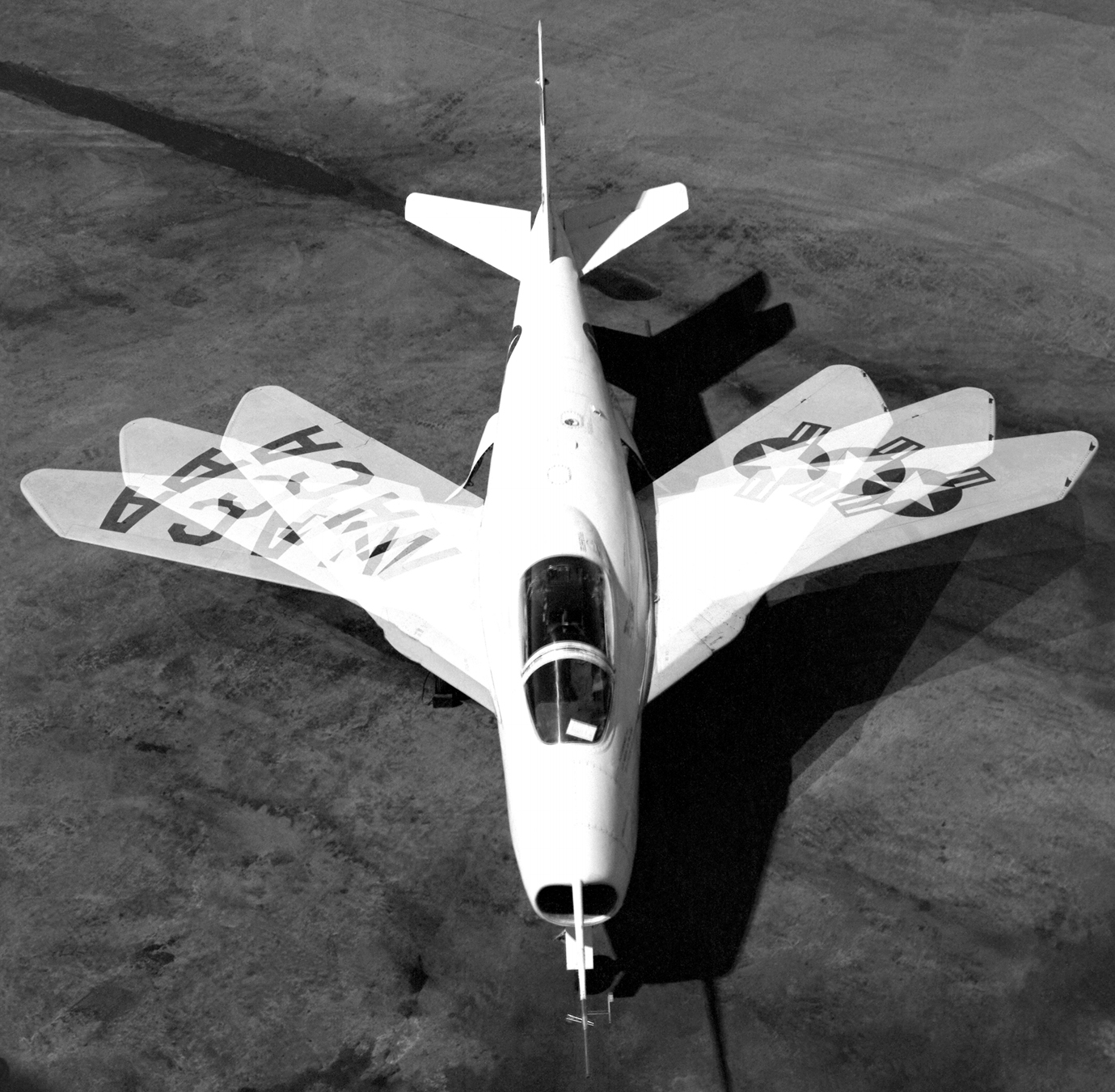
Перший літак з змінною стрілоподібністю Bell X-5

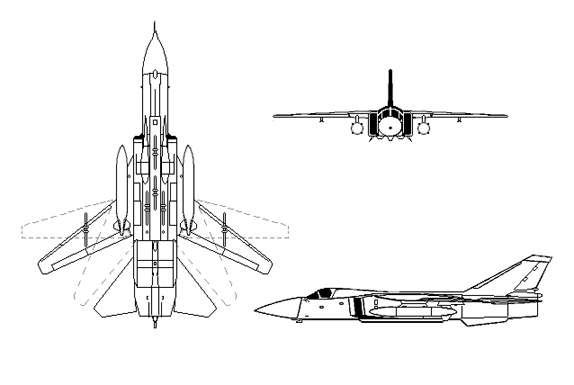
Варіації положення крила на бомбардувальнику Су-24.

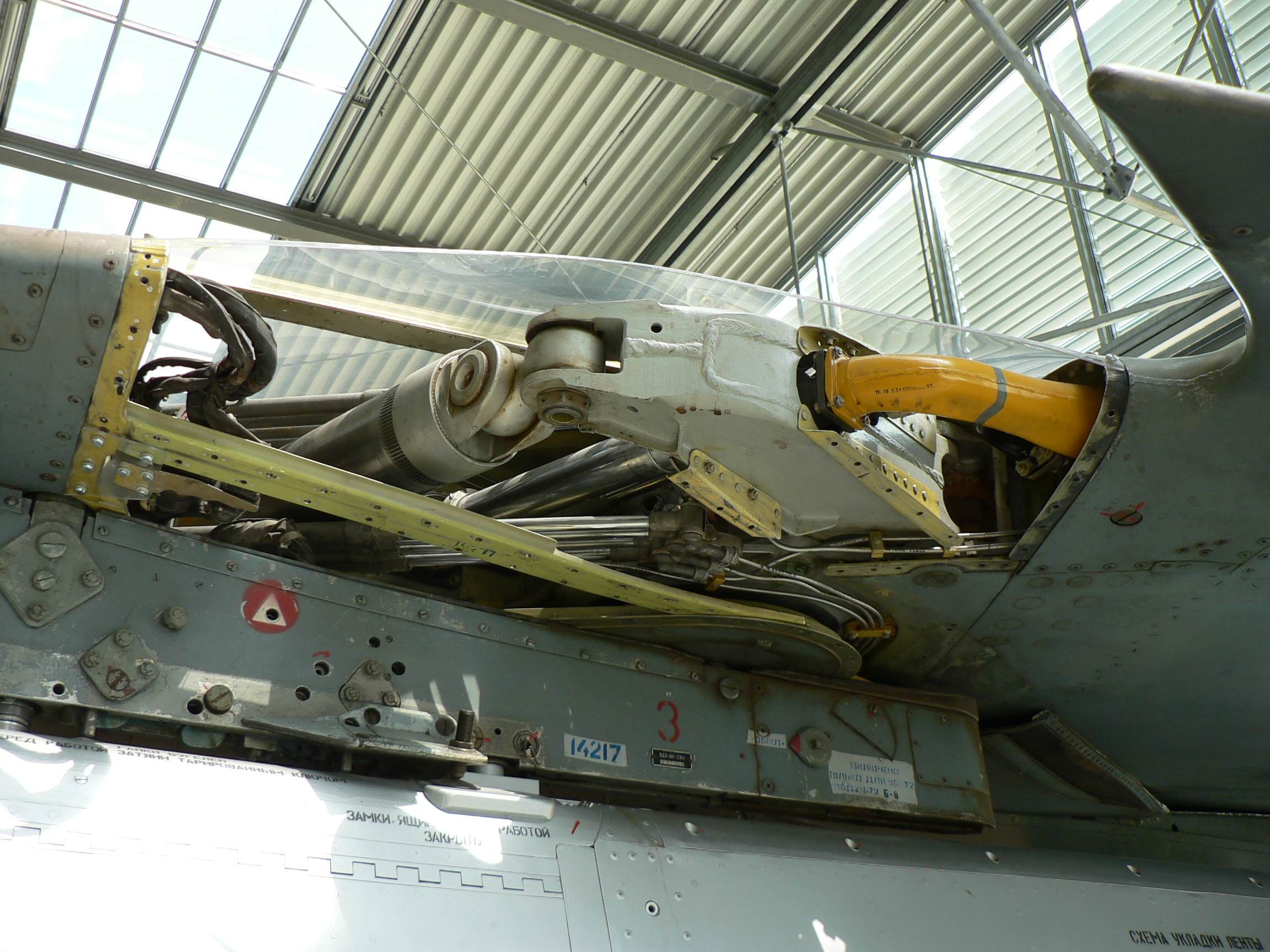
Механізм управління правою поворотною консоллю МіГ-23

Крило змінної стрілоподібності — тип конструкції літального апарата з нерухомим крилом, що дозволяє змінювати в польоті один з видів геометрії крила — стрілоподібність. На великих швидкостях польоту ефективніша велика стрілоподібність, а на малих (зліт, посадка) — менша.

## Принцип роботи
Основною перевагою прямого (або з малою стрілоподібністю) крила є його високий коефіцієнт підіймальної сили. Недоліком, що зумовлює непридатність такого крила при коло-надзвукових швидкостях польоту, є різке збільшення коефіцієнта лобового опору при перевищенні критичного значення числа Маха. Тому пряме крило не може застосовуватися на літаках з високими швидкостями польоту. Водночас крило має ряд недоліків, серед яких знижена тримкість і погіршення стійкості і керованості літального апарата. Крило змінної стрілоподібності застосовувалося, зокрема для досягнення прийнятних параметрів дальності розбігу при зльоті, через низьку тягооснащеність (відношення тяги двигуна до маси літака).

## Конструкція
Крило зі змінною стрілоподібністю складається з поворотних консолей (або поворотних частин крила — ПЧК), середньої частини крила (СЧК), центроплану і механізму повороту. Поворотні консолі за допомогою механізму повороту під час зльоту і посадки встановлюються в положення мінімального кута стрілоподібності, при крейсерському дозвуковому польоті вони переміщуються в деяке проміжне положення, а при польотах на надзвуковій швидкості — встановлюються в положення максимального кута стрілоподібності.

## Переваги
Літаки з крилом змінної стрілоподібності й досить високою максимальною швидкістю мають хороші злітно-посадкові характеристики. Наприклад, бомбардувальник Су-24 має максимальну швидкість 1700 км/год при стрілоподібності крила по передній кромці 69° і посадкову швидкість 280—290 км/год, при стрілоподібності 16° (проте, при кожній посадці використовуються гальмівні парашути).

## Недоліки
Недоліком крила із змінною стрілоподібністю є його значно більша вага і ускладнення конструкції як фюзеляжу, так і крила.

## Список літаків зі змінюваною стрілоподібністю крила
| Тип                             | Походження                         | Клас             | Роль                         | Поява | Статус   | Всього | Примітки                                                                     |
| ------------------------------- | ---------------------------------- | ---------------- | ---------------------------- | ----- | -------- | ------ | ---------------------------------------------------------------------------- |
| Westland-Hill Pterodactyl IV    | Велика Британія                    | поршневий літак  | експериментальний            | 1931  | прототип | 1      |                                                                              |
| Messerschmitt P.1101            | Третій Рейх                        | реактивний літак | винищувач                    | 1945  | проєкт   | 0      | Вибір однієї з трьох позицій крила відбувався на землі                       |
| Vickers Wild Goose              | Велика Британія                    | БПЛА             | експериментальний            | 1950  | прототип | 1      |                                                                              |
| Bell X-5                        | США                                | реактивний літак | експериментальний            | 1951  | прототип | 2      | Розвиток Messerschmitt P.1101, що передбачав зміну положення крила в польоті |
| Grumman XF10F Jaguar            | США                                | реактивний літак | винищувач                    | 1952  | прототип | 1      |                                                                              |
| Vickers Swallow                 | Велика Британія                    | реактивний літак | авіалайнер                   | 1957  | проєкт   | 0      |                                                                              |
| General Dynamics F-111 Aardvark | США                                | реактивний літак | багатоцільовий бойовий літак | 1964  | серійний | 563    |                                                                              |
| Су-17                           | СРСР                               | реактивний літак | винищувач-бомбардувальник    | 1966  | серійний | 2867   |                                                                              |
| Dassault Mirage G               | Франція                            | реактивний літак | винищувач                    | 1967  | прототип | 3      |                                                                              |
| МіГ-23                          | СРСР                               | реактивний літак | винищувач                    | 1967  | серійний | 5047   |                                                                              |
| Dassault Falcon 75              | Франція                            | реактивний літак | бізнес-джет                  | 1968  | проєкт   | 0      |                                                                              |
| Ту-22М                          | СРСР                               | реактивний літак | стратегічний бомбардувальник | 1969  | серійний | 497    |                                                                              |
| Grumman F-14 Tomcat             | США                                | реактивний літак | винищувач                    | 1970  | серійний | 712    |                                                                              |
| МіГ-27                          | СРСР                               | реактивний літак | винищувач-бомбардувальник    | 1970  | серійний | 1075   |                                                                              |
| Су-24                           | СРСР                               | реактивний літак | тактичний бомбардувальник    | 1970  | серійний | ~1400  |                                                                              |
| Panavia Tornado                 | Велика Британія, Німеччина, Італія | реактивний літак | багатоцільовий бойовий літак | 1974  | серійний | 992    |                                                                              |
| Rockwell B-1 Lancer             | США                                | реактивний літак | стратегічний бомбардувальник | 1974  | серійний | 104    |                                                                              |
| Ту-160                          | СРСР                               | реактивний літак | стратегічний бомбардувальник | 1981  | серійний | 36     |                                                                              |